# Карлос Оманья
Карлос Оманья (ісп. Carlos Omaña, 8 лютого 1993) — венесуельський плавець. Учасник Чемпіонату світу з водних видів спорту 2017, де в попередніх запливах на дистанції 200 метрів на спині посів 35-те місце і не потрапив до півфіналів.